# Abbaye de Marienrode
L'abbaye de Marienrode est une ancienne abbaye de chanoines augustins, devenue abbaye cistercienne et aujourd'hui prieuré bénédictin féminin. Elle se situe en Allemagne dans la commune de Hildesheim dans le village de Marienrode, en Basse-Saxe. Le prieuré appartient à la congrégation de Beuron.

## Histoire
L'abbaye a été fondée le 22 mai 1125 grâce à l'évêque de Hildesheim, Berthold d'Alvensleben, dans un lieu nommé Baccenrode (en latin Novale Bacconis). Les chanoines augustins s'y installent en 1259 et plus tard les cisterciens qui donnent au lieu le nom de Marienrode (littéralement : les essarts de Marie) et à l'abbaye, celui de Monasterium Novalis Sanctæ Mariæ.
Après le recès d'Empire de 1803, Marienrode est sécularisée et est annexée au domaine royal de la couronne de Wetphalie en 1806. Le ministre des finances Carl August von Malchus (qui reçoit le titre de comte de Marienrode) l'achète en 1811. Elle passe deux ans plus tard, après la Bataille des Nations au baron de Beaulieu-Marconnay (1777-1855), époux de la comtesse Henriette von Egloffstein (1774-1864), dont les filles d'un premier lit appartenait au cercle de Weimar du poète Johann Wolfgang von Goethe. Après la seconde guerre mondiale, les bâtiments sont transformés en entrepôt.
Le nouvel évêque de Hildesheim, Mgr Josef Homeyer voulait accueillir dans son diocèse une communauté monastique ; aussi fit-il appel en 1988 à l'abbaye Sainte-Hildegarde d'Eibingen qui envoya dix religieuses bénédictines redonner vie à l'abbaye et y fonder un prieuré, devenu indépendant en 1998, et rattaché à la congrégation de Beuron. L'église Saint-Michel du prieuré sert d'église paroissiale. Les sœurs reçoivent pour des retraites et des exercices spirituels. Elles vivent d'artisanat et d'édition.

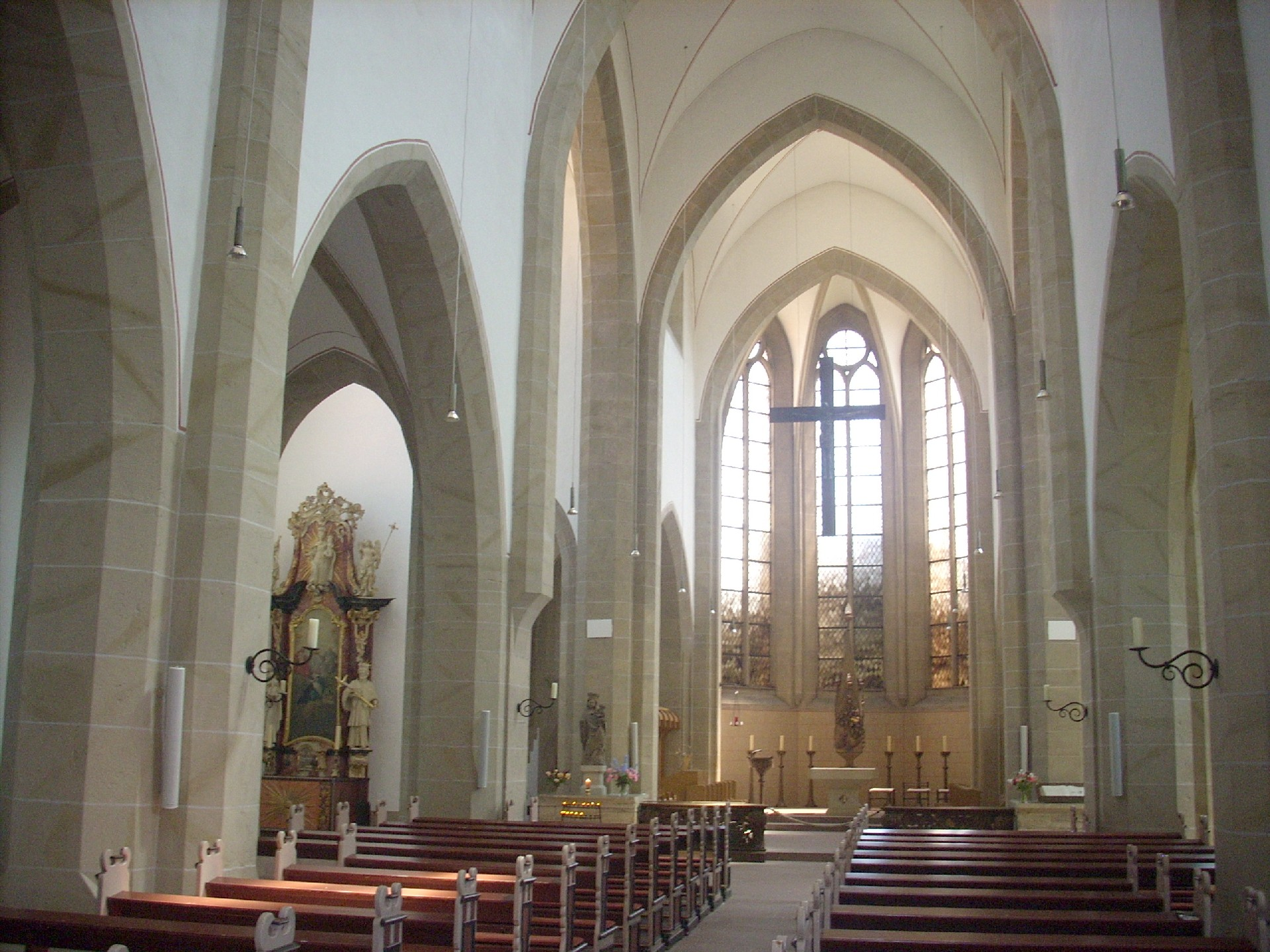
Intérieur de l'église Saint-Michel
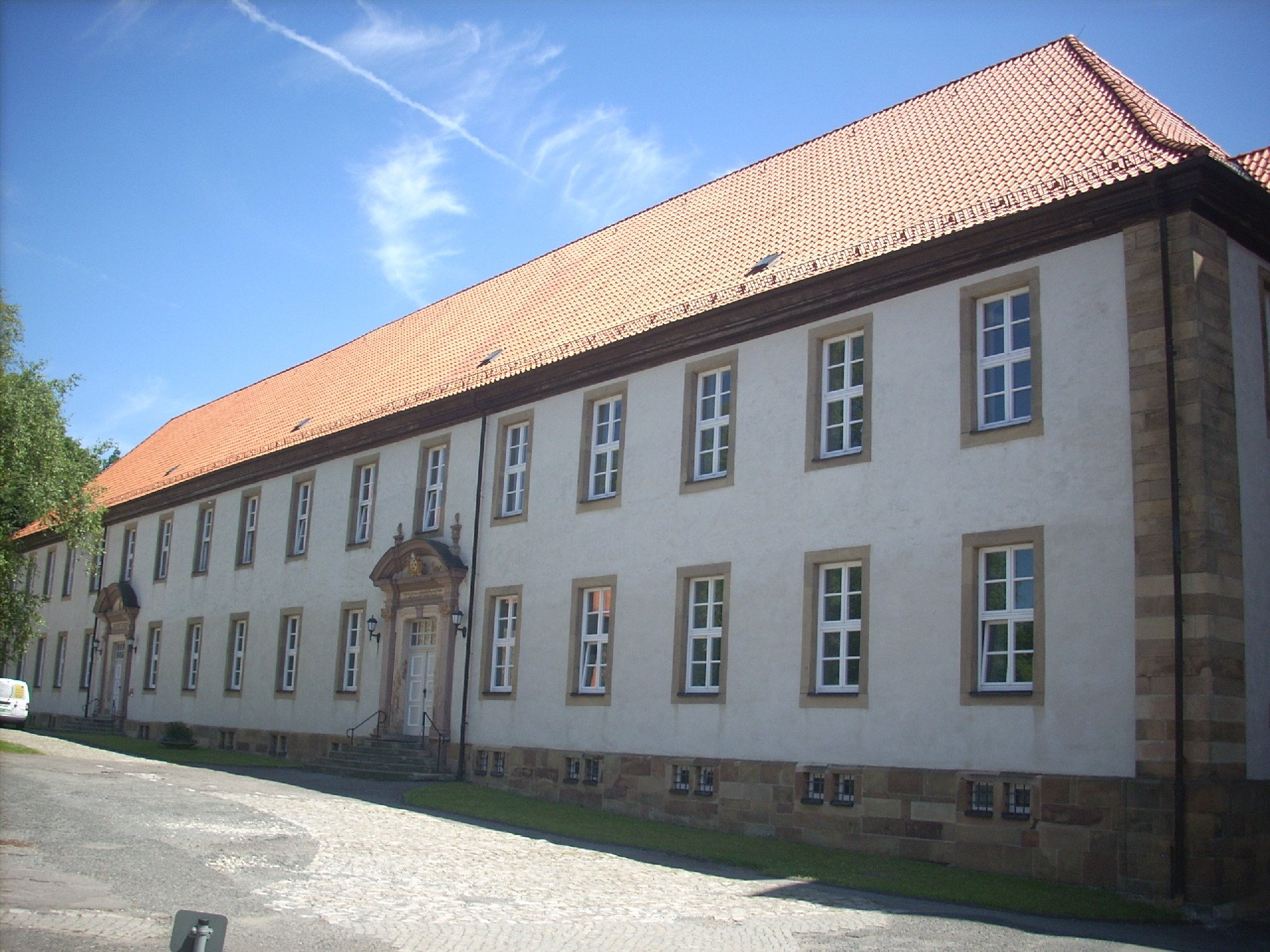
Bâtiments du prieuré
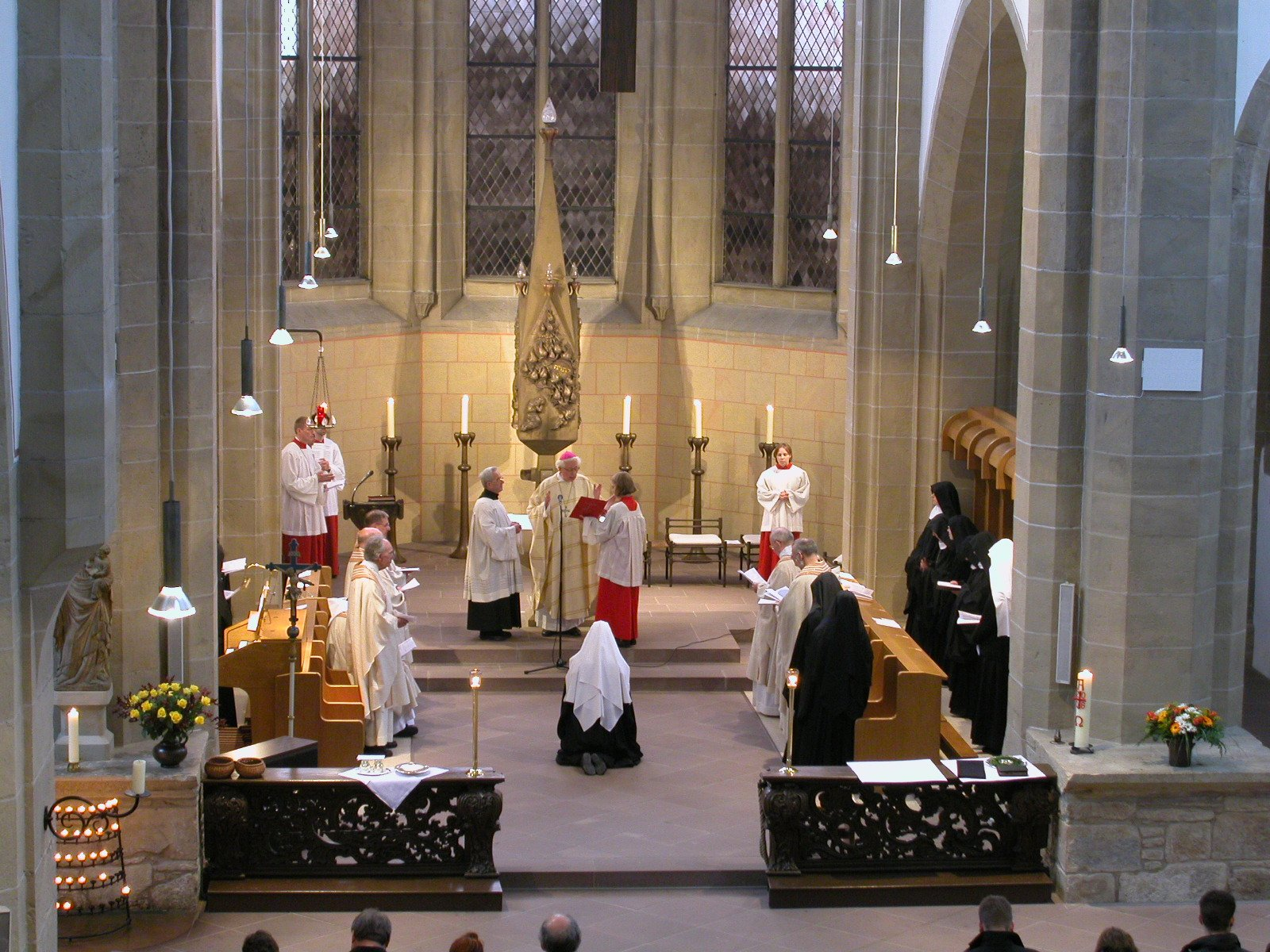
Cérémonie de vœux perpétuels en l'église Saint-Michel (en 2006)